# Massilia Sound System
Das Massilia Sound System ist eine 1984 gegründete Reggae-Band aus Marseille.
Die Gruppe mischt Reggae, Rub-a-Dub und Ragga. Die Texte sind in Französisch und Okzitanisch geschrieben, was sich mit der Identifikation mit Marseille, ihrer Heimatstadt, erklären lässt.
Nachdem sie lange keine Plattenfirma fanden, gründeten sie ihr eigenes Indie-Label Roker Promocion.

## Bandgeschichte
Tatou, Jali und Geotari gründeten 1984 das Massilia Sound System. Das erste Album Parla Patois erschien 1992. Bis zu diesem Zeitpunkt hatten sie zwei Demokassetten veröffentlicht: Rude et souple und Vive le PIIM.
Zusammen mit dem Erfolg von Olympique Marseille machte das Massilia Sound System in den 1990ern Marseille wieder bekannt. Damit bekamen die jungen Marseiller eine positive Identität und waren wieder stolz auf ihre Stadt.
Im Jahr 2000 hatten sie mit ihrem Album 3968 CR 13 ihren nationalen Durchbruch. Sie kamen bis auf Platz 58 der Französischen Charts und blieben mit dem Album 3 Wochen in den Charts.
Am 14. Februar 2002 bekamen die Mitglieder des Massilia Sound System Mazzarino René und François Ridel den Ordre des Arts et des Lettres verliehen.
Nach dem Erscheinen des Live-Albums Massilia fait tourner zum 20-jährigen Jubiläum der Gruppe 2004 arbeiteten die Mitglieder an Soloprojekten: Oai Star (Rock, Mitglieder aus dem Massilia Sound System: Gari Gréù, Kayalik. Ehemalige Mitglieder: Lux Botté, BluM; sonstige Mitglieder: dubmood), Moussu T e lei Jovents (Mitglieder: Tatou, Blu; Chanson) und Papet J (Dub, Soloprojekt René Mazzarino).
Nach drei Jahren Arbeit an diesen Soloprojekten erschien 2007 das neueste Album der Formation Oai e libertat, in dem sie sich von ihren ursprünglichen Wurzeln entfernen und sich mehr in Richtung Elektronik und Pop orientieren.
Am 18. Juli 2008 starb das ehemalige Mitglied Lux Botté im Alter von 47 Jahren in Gardanne an Krebs.

## Diskografie
| Jahr | Titel                       | Höchstplatzierung, Gesamtwochen, AuszeichnungChartsChartplatzierungen (Jahr, Titel, Platzierungen, Wochen, Auszeichnungen, Anmerkungen) | Anmerkungen |
| Jahr | Titel                       | FR | Anmerkungen |
| ---- | --------------------------- | --- | ----------- |
| 1992 | Parla Patois                | — |             |
| 1993 | Chourmo                     | — |             |
| 1995 | Commando Fada               | — |             |
| 1996 | On met le òai partout       | — | Livealbum   |
| 1997 | Aïollywood                  | — |             |
| 1999 | Marseille London Experience | — |             |
| 2000 | 3968 CR 13                  | FR58 (3 Wo.)FR |             |
| 2002 | Occitanista                 | FR37 (7 Wo.)FR |             |
| 2004 | Massilia fait tourner       | FR52 (8 Wo.)FR | Livealbum   |
| 2007 | Oai e libertat              | FR43 (8 Wo.)FR |             |
| 2011 | Live e libertat             | FR183 (1 Wo.)FR | Livealbum   |
| 2014 | Massilia                    | FR57 (3 Wo.)FR |             |
| 2021 | Sale Caractère              | FR—FR |             |

## Sonstiges
- Die Mitglieder des Massilia Sound Systems sind gegen das HADOPI-Gesetz.[3]